# Västergötland
Västergötland –«país del gots occidental»– és una província tradicional sueca, sense valor administratiu, de la part occidental (sud-oest) del país. Pertany al conegut Oest de Götaland. Västergötland s'estén entre els llacs Vänern i Vättern. Té una extensió de 16.694 km². El ducat de Västergötland té 1.199.119 habitants. Destaquen el Castell Läckö (construït en 1615 a l'illa de Kållandsö, en el llac Vänern, en el municipi de Lidköping), l'església de Husaby, la fortalesa Karlsborg i l'edifici Bjurum. A la província es parla el dialecte suec, Götaland.
Limita amb les províncies de Bohuslän, Dalsland, Värmland, Närke, Östergötland, Småland i Halland.
Des del segle xvii i fins a 1998, la província de Västergötland se dividí dins els comtats de Skaraborg, Älvsborg, Göteborg i Bohus.
La muntanya més elevada és el Galtåsen de 362 m. Des de la costa es pot albirar el canal Kattegat i Dinamarca.
Hi ha dos parcs naturals nacionals: Tiveden i el Djuro.

## Història
Els primers habitants que es coneix eren de l'època de la prehistòria. Fou el primer lloc del país en fer-se cristià, del que s'explica la gran quantitat de símbols cristians i d'esglésies cristianes antigues. Es pensa que el primer rei cristià suec, Olaf Skötkonung, fou batejat en Husaby en 1008.
Dues de les primeres dinasties reials de Suècia eren d'aquesta província. Per la majoria dels historiadors, Västergötland és el bressol del país. Al llarg de l'època medieval es va produir moltes batalles, com la batalla de Lena en 1208 o la batalla de Hova en 1275.
Des de 1772, el comtat de Västergötland passà a denominar-se ducat de Västergötland i emprat per membres de la família reial sueca.
- Titulars del ducat de Västergötland: (Dinastia Bernadotte)
  - Príncep Carles de Suècia (1861-1951). Tercer fill del rei Oscar II de Suècia.
  - Princesa Victòria de Suècia, princesa hereva de Suècia (1977-) duquessa des de 1980.